# Всемирный день науки за мир и развитие
Всемирный день науки за мир и развитие (на других официальных языках ООН: англ. World Science Day for Peace and Development, араб. اليوم العالمي للعلم لصالح السلام والتنمية, ‎исп. Día Mundial de la Ciencia para la Paz y el Desarrollo, кит. 争取和平与发展世界科学日, фр. Journée mondiale de la science au service de la paix et du développement
) — международный день, который отмечается ежегодно 10 ноября.

## История Всемирного дня науки
В 1999 году в венгерской столице, городе Будапеште, проходила очередная Всемирная научная конференция (англ. World Conference on Science) под патронажем Организации Объединённых Наций по вопросам образования, науки и культуры (ЮНЕСКО). Делегаты этой научной конференции (среди которых было немало видных учёных, правозащитников, экологов, политиков) высказали предложение создать в календаре подобную дату. Инициаторы доказывали, что это приведёт к более качественному взаимодействию общественности и науки в решении первостепенных проблем планетарного масштаба.
Следуя протоколу собрания, ЮНЕСКО утвердила «Всемирный день науки за мир и развитие». Официально он был провозглашён в 2001 году, начал отмечаться с 2002 года.
В этот день сотрудники ЮНЕСКО активизируют свою работу по заявленным направлениям: проводят лекции в школах и семинары для граждан, круглые столы, распространяют тематические плакаты и постеры, в музеях устраиваются специальные выставки.
Несмотря на важность поставленных проблем, этот день — праздник для учёных всего мира; зачастую это возможность встретиться с коллегами, обменяться научными находками, постараться совместно решить возникшие проблемы. Всемирный день науки во имя мира и развития не является нерабочим днём, если, в зависимости от года, не попадает на выходной.